# Peter Minuit
Peter Minuit, Pieter Minuit, Pierre Minuit of Peter Minnewi(e)t (Wesel, c. 1580 - 1594 – Sint Christopher, augustus 1638) was van 1626 tot 1631 de derde gouverneur van Nieuw-Nederland en in 1638 de eerste gouverneur van Nieuw-Zweden. Hij is degene die in 1626 het eiland Manhattan van de Canarsie-indianen gekocht zou hebben voor snuisterijen ter waarde van 60 gulden.

## Levensloop

### Jeugd en huwelijk
Minuit werd geboren te Wesel (Rijnland). Zijn vader was een protestantse Waal uit Doornik die zich in 1581 te Wesel had gevestigd om aan het katholieke Spaanse bewind over de Nederlanden te ontsnappen. Peter zelf zou later diaken van de Waalse kerk worden.
Minuit trouwde op 20 augustus 1613 met Gertrude Raet, een vrouw uit een rijke familie uit Kleef, en werd koopman. In een testament dat in 1615 te Utrecht werd opgesteld, wordt hij omschreven als diamantsnijder.

### Nieuw-Nederland
In 1624 verliet hij Wesel. Hij ging naar Nederland en trad in dienst bij de West-Indische Compagnie (WIC) die hem in 1625 naar Nieuw-Nederland stuurde om naar delfstoffen te zoeken. Hij keerde hetzelfde jaar terug naar Amsterdam en werd in december tot gouverneur van Nieuw-Nederland benoemd, als opvolger van Willem Verhulst. Minuit vertrok op 9 januari 1626 met het schip 'Meeuwken' van de rede van Texel en kwam op 4 mei 1626 in de kolonie aan. Ergens tussen mei en juli van dat jaar werd Manhattan "gekocht van de indianen", zo luidt het verhaal. Er is een document waarop vermeld staat dat de Nederlanders op Manhattan doortrekkende indianen tegenkwamen, en hen voor fl 60,- (een groot bedrag, ongeveer $ 1000,- nu) aan snuisterijen gaven. Mogelijk zagen de Nederlanders dit als koop, maar indianen kenden geen grondbezit en bovendien "woonden" de indianen die de snuisterijen kregen daar ook niet. Het is niet bewezen of Minuit ook echt de koop op zijn naam heeft aangezien het uit de bronnen niet duidelijk is of hij toen al aan de macht was, of dat Willem Verhulst er nog de scepter zwaaide.
Onder Minuit groeide de kolonie voorspoedig, maar hij raakte in conflict met een aantal prominente kolonisten, zoals de dominee en zijn eigen secretaris. In 1631 werd hij ontheven uit zijn functie en in augustus 1632 keerde hij terug naar Nederland. Hij werd in 1633 opgevolgd door Wouter van Twiller.

### Nieuw-Zweden en overlijden
Minuit woonde in 1634 in Emmerik. In de periode 1635-1637 onderhandelde hij met Samuel Blommaert en de Zweedse regering over het stichten van een Zweeds-Finse kolonie in de Nieuwe Wereld. De Zweden en Finnen arriveerden onder aanvoering van Minuit met het schip de Kalmar Nyckel in 1638 in een gebied aan de Delawarerivier dat later Wilmington zou heten. Onder Minuit werd ter verdediging van het gebied dat Nieuw-Zweden werd genoemd datzelfde jaar aangevangen met de bouw van Fort Christina. Hij wilde daarna terugkeren naar Stockholm om een tweede groep kolonisten op te halen en maakte een omweg naar het Caribisch gebied om producten uit Delaware te ruilen tegen een lading tabak die in Europa zou worden verkocht om de reis te financieren. Onderweg, aan boord van het schip 'Het Vliegende Hert' van een Nederlandse kennis, kwam hij echter bij het eiland Saint Kitts om tijdens een tropische cycloon.
Michiel Symonssen, de bootsman van de Kalmar Nyckel, werd vervolgens tot commandeur van de expeditie bevorderd en zeilde terug naar Nederland. Nieuw-Zweden werd in augustus 1655 veroverd door Peter Stuyvesant, die op zijn beurt Nieuw-Zweden en Nieuw-Nederland in 1664 moest afstaan aan de Britten. Hieruit ontstonden de staten Delaware, New Jersey, New York en Pennsylvania.

## Trivia
- Naar Minuit is Peter Minuit Plaza genoemd, een parkje aan de zuidkant van Manhattan.
- In Inwood Hill Park bevindt zich een gedenkteken op de plaats waar Minuit Manhattan "kocht".
- Verder is naar Minuit een school genoemd en een afdeling van de Daughters of the American Revolution.[1]
- Ook in zijn geboorteplaats Wesel bevindt zich een gedenkteken.

- Bibsys: 5010398
- Gemeinsame Normdatei: 118734105
- International Standard Name Identifier: 0000 0000 8364 4880
- Library of Congress Control Number: n93016439
- Nationale Bibliotheek van Israël: 987007273849805171
- Nederlandse Thesaurus van Auteursnamen: 222458313
- SNAC: w6bp26kp
- Système universitaire de documentation: 184479487
- Trove: 1495388
- Virtual International Authority File: 22936745
- WorldCat: E39PBJxd3xxbYJdBCr6tgCqCwC